# Jaroslav Ložek
Jaroslav Ložek (* 27. března 1969, Brandýs nad Labem) je bývalý český fotbalista, střední záložník a obránce. Mimo ČR působil na klubové úrovni v Izraeli v mužstvu Maccabi Petah Tikva.

## Fotbalová kariéra
Svojí fotbalovou kariéru začínal v rodném městě Brandýse nad Labem.
V české lize hrál za FK Jablonec a FK Viktoria Žižkov. Nastoupil v 97 ligových utkáních a dal 3 góly. Dále hrál v Izraeli za Maccabi Petah Tikva a v české druhé lize za SC Xaverov Horní Počernice. Také hrál za SK Zápy, FK Kolín nebo SK Český Brod.

## Ligová bilance
| Ročník                              | Zápasy | Góly | Klub                |
| ----------------------------------- | ------ | ---- | ------------------- |
| 1. česká fotbalová liga 1994/95     | 23     | 2    | FK Jablonec         |
| 1. česká fotbalová liga 1995/96     | 28     | 0    | FK Viktoria Žižkov  |
| 1. česká fotbalová liga 1996/97     | 29     | 1    | FK Viktoria Žižkov  |
| Gambrinus liga 1997/98              | 17     | 0    | FK Viktoria Žižkov  |
| 1. izraelská fotbalová liga 1998/99 | 26     | 1    | Maccabi Petah Tikva |
| CELKEM                              | 123    | 4    |                     |